# Colpochila clavipalpis
Colpochila clavipalpis är en skalbaggsart som beskrevs av Britton 1986. Colpochila clavipalpis ingår i släktet Colpochila och familjen Melolonthidae. Inga underarter finns listade i Catalogue of Life.